# Charles Funck-Hellet
Joseph Carl (Charles) Funck-Hellet (Luxemburg, 18 december 1883 – Toulon, 8 februari 1976) was een Luxemburgs-Frans arts, auteur en schilder.

## Leven en werk
Charles Funck werd geboren in de stad Luxemburg als een van de zeven kinderen van architect Pierre Funck (1846-1932) en Catharina Louise Eydt (1848-1920). Ook zijn grootvader van moederskant Jean François Eydt was architect. Funck studeerde in Nancy, waar hij in 1904 zijn bachelor literatuur haalde. Hij maakte de overstap naar de geneeskunde en volgde in de avonduren tekenlessen aan de École municipale des Beaux-Arts. In 1907 ontving hij medailles van zowel de École municipale als de faculteit geneeskunde. In 1909 nam hij met zijn schilderwerk deel aan een internationale tentoonstelling in Nancy. Het jaar erop promoveerde Funck tot doctor in de geneeskunde en werd hij genaturaliseerd tot Fransman. Na een vervolgstudie aan de Academie voor Geneeskunde in Parijs, vestigde hij zich even buiten de hoofdstad als arts in Clichy, en werd hij ingeschreven bij de Ordre des Médecins. 
Als Fransman moest de arts ook voldoen aan de nationale dienstplicht. Hij werd in 1914 gemobiliseerd en diende tijdens de Eerste Wereldoorlog, waarvan tweeënhalf jaar aan het front. Hij ontving hiervoor het Oorlogskruis 1914-1918. In 1929 behaalde hij het diploma Hygiëne aan de Faculteit Geneeskunde in Parijs. Tijdens de Tweede Wereldoorlog was hij vrijwilliger bij de passieve verdediging en werd hij benoemd tot hoofdarts van de westelijke sector en van de gezondheidspost in Asnières-sur-Seine. Na de oorlog ontving hij het Oorlogskruis 1939-1945. Funck had diverse nevenfuncties, hij was onder meer medisch attaché van Asnières, lid van de Commission d'Hygiène de la Seine, vicevoorzitter van de Luxemburgse Kamer van Koophandel in Frankrijk, lid van het bureau van de Missie Frankrijk-Luxemburg en adjunct-secretaris van de Luxemburgse afdeling van de l'Idée Française à l'Etranger.
Funck trouwde in 1921 met Madeleine Hellet (1891-1976) en voegde haar naam bij de zijne. Net als hij was zijn vrouw een fervent schilder. Ze waren beiden lid van de Cercle Artistique de Luxembourg en namen in de jaren 1920 en 1930 deel aan de salons van de kunstvereniging. Hij nam ook deel aan de salons in Clichy en ontving daar een zilveren (1920) en twee gouden (1951, 1955) medailles. Hij was lid van de Société Libre des Artistes Français. Funck-Hellet publiceerde tien werken over kunst en gaf lezingen. Hij was vooral geïnteresseerd in een mathematische analyse van compositie en het gebruik van de gulden snede in kunst en architectuur. In 1933 schreef hij daarover naar de schilder Maurice Denis: "Net als u ben ik op zoek naar een eenvoudige en snelle manier om harmonische relaties vast te leggen, niet om te componeren, maar om een reeds bestaande compositie in evenwicht te brengen. Momenteel zitten we nog in de analytische periode, de langste en moeilijkste. Uit dit onderzoek zullen geleidelijk de wetten van de harmonie naar voren komen. Het belangrijkste voor mij is patronen te vinden die de hele compositie harmoniseren met de onderlinge afhankelijkheid van de relaties. Om vervolgens tijdens de analyse patronen te vinden die al deze relaties effectief laten zien."
Dr. Charles Funck-Hellet ontving een twaalftal officiële onderscheidingen, hij werd onder meer benoemd tot Officier d'Académie (1928), ridder in de Orde van de Eikenkroon (1930) en ridder van het Legioen van Eer (1949). Hij overleed in 1976, op 92-jarige leeftijd, twee weken later gevolgd door zijn vrouw.

## Enkele werken
- 1914 ontwerp stadswapen voor de dubbelstad Hollerich-Bonnevoie.[10] In 1920 werd het gebied geannexeerd door Luxemburg-Stad.[11]

### Publicaties
- 1932 Les oeuvres peintes de la renaissance italienne et le nombre d'or. Parijs: Librairie Le François.
- 1934 L'optique du peintre et le nombre d'or. Parijs: Ed. Debat.
- 1950 Composition et nombre d'or dans les oeuvres peintes de la Renaissance : proportion, symétrie, symbolisme. Parijs: Éditions Vincent, Fréal & Cie. Met een voorwoord van Émile Aubry.
- 1951 De la proportion; l'équerre des maîtres d'œuvre.. Éditions Vincent, Fréal & Cie.
- 1956 La Bible et la grande pyramide; témoignages authentiques du mètre et de pi. Éditions Vincent, Fréal & Cie.

## Werk in openbare collecties
- Musée National d'Histoire et d'Art

- Bibliothèque nationale de France: cb11276993v (data)
- Gemeinsame Normdatei: 1158979827
- International Standard Name Identifier: 0000 0003 9836 1092
- Musée national d'archéologie, d'histoire et d'art: lkl000376
- Nederlandse Thesaurus van Auteursnamen: 071624325
- Virtual International Authority File: 245622993